# Egem (Oost-Vlaanderen)
Egem is een gehucht in de Belgische provincie Oost-Vlaanderen. Het gehucht ligt in Bambrugge, een deelgemeente van Erpe-Mere. Het ligt ruim een halve kilometer ten noordoosten van het centrum van Bambrugge en is ermee verbonden door lintbebouwing. Het ligt tegen de grens met Vlekkem en Ottergem, deelgemeenten van Erpe-Mere, en Zonnegem, een deelgemeente van Sint-Lievens-Houtem. Het gehucht ligt op het kruispunt van de Egemstraat en Everdal aan de Molenbeek. Ten oosten ligt Steenberg.

## Geschiedenis
Het gehucht ontstond ten noorden van het dorpscentrum van Bambrugge. In oude documenten werd de plaats teruggevonden als Heddeghem (1571), Edeghem (1629), Hettegem (1638), Eedegem (1763), Eghem (1779) en Eegem (1842). Zoals alle Vlaamse plaatsnamen op -gem gaat ook Egem etymologisch terug op een Germaanse samenstelling met -haim (woonplaats, heem) en een afleiding op -inga. Het eerste gedeelte zou volgens J. Mansion afgeleid zijn van de persoonsnaam Haid, Hait of Heit. Het geheel "Haidingahaim" betekende dan "Haidingenheem, woonplaats van de Frankische volgelingen of stamleden van Haid", verbasterd naar Heddeghem. De plaatsnaam Egem behoort tot de groep van ingahemnamen, die zijn ouder dan gewone hemnamen. Egem zou gesticht zijn in de eerste eeuwen van de Merovingische periode (6de-7de eeuw), en heeft hiermee een oudere oorsprong dan Bambrugge. Waarschijnlijk was Egem een afgezonderde hofstede die niet al te groot was, en later werd het opgeslorpt door het sneller ontwikkelende Bambrugge.
Op de Ferrariskaart uit de jaren 1770 is hier al een gehuchtje te zien op de weg tussen Bambrugge en Ottergem. De Atlas der Buurtwegen uit het midden van de 19de eeuw duidt het landelijk gehuchtje aan als Eegem.

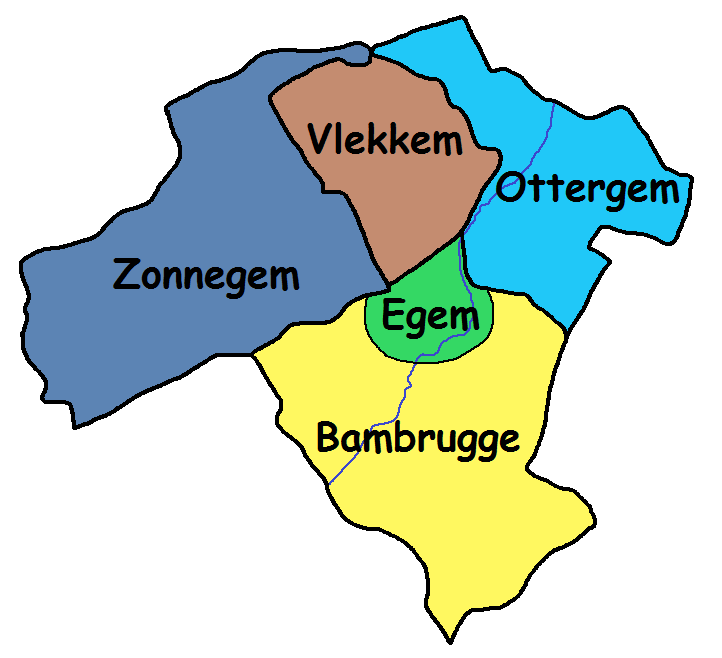
Ligging van Egem in Bambrugge en de omliggende deelgemeenten

## Bezienswaardigheden
- Het molenhuis van de Egemmolen (Meuleken Tik Tak) en de overblijfselen van deze molen op Everdal 21. Deze molen was gebouwd voor 1536 en was een bovenslag watermolen. Het rad van deze korenmolen werd verwijderd en de molen werd grotendeels afgebroken. Het molenhuis wordt gebruikt als buitenverblijf.
- Het kapelletje in de Egemstraat

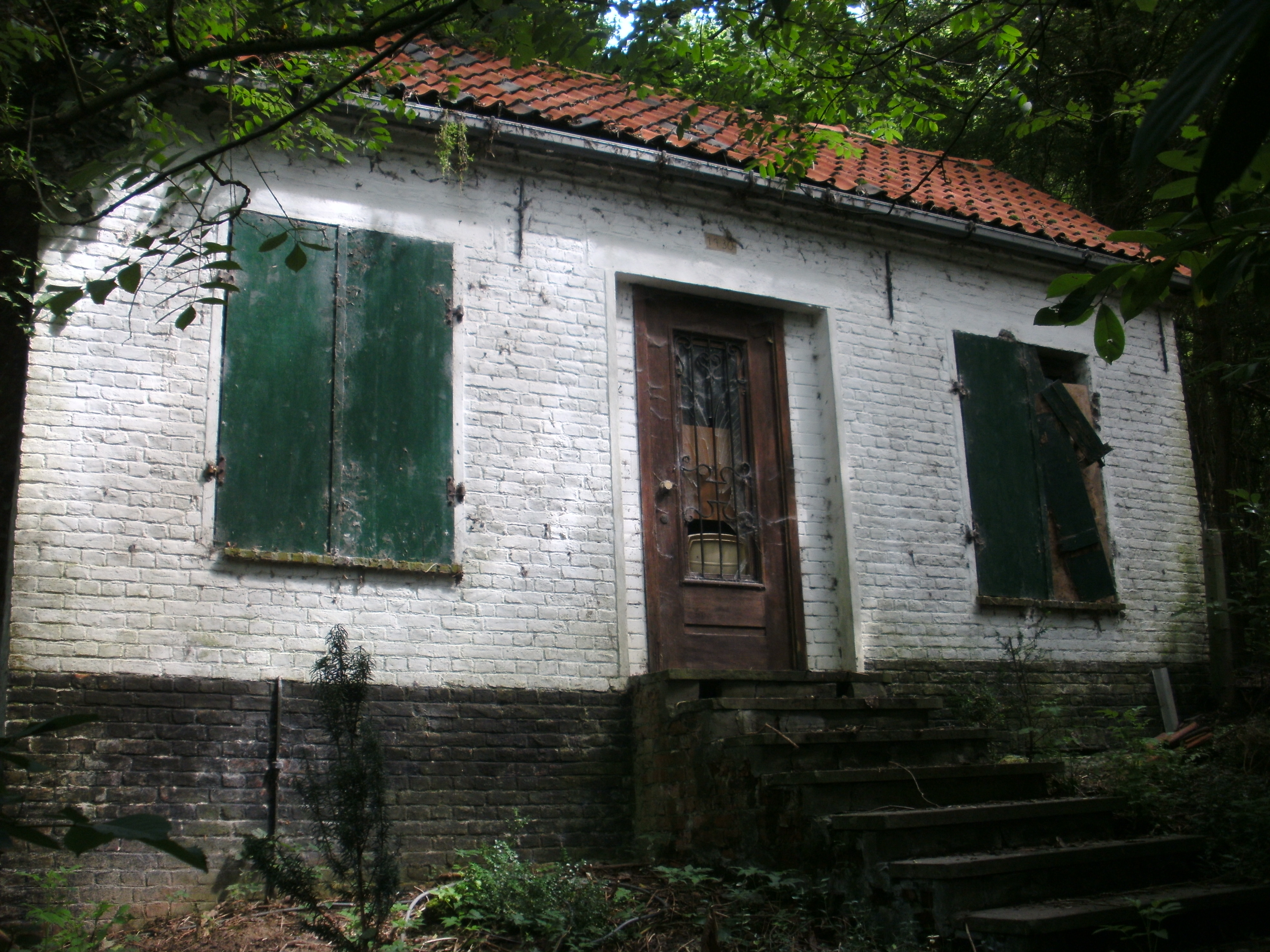
Molenhuis van de Egemmolen te Bambrugge
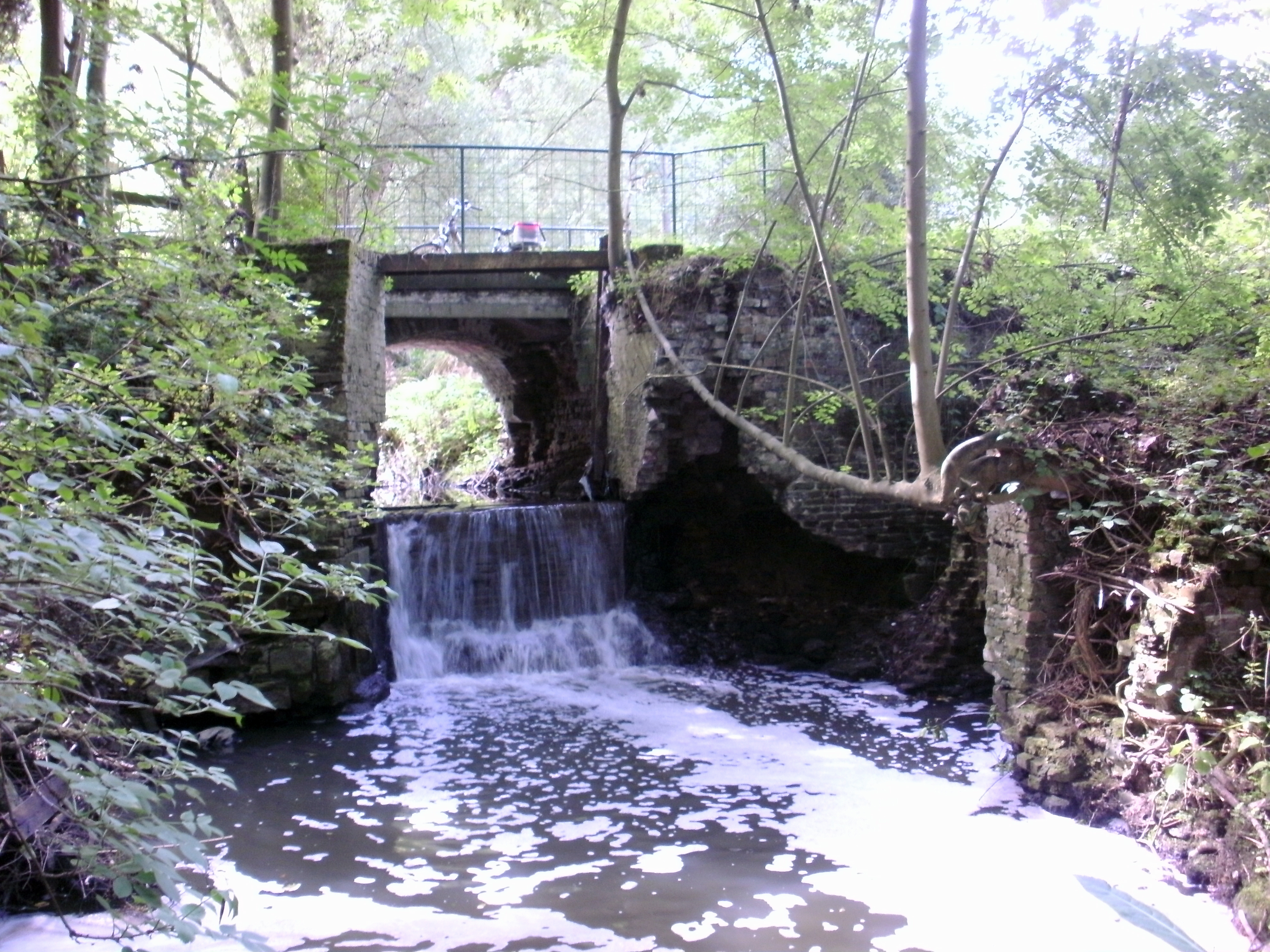
Overblijfselen van de Egemmolen te Bambrugge
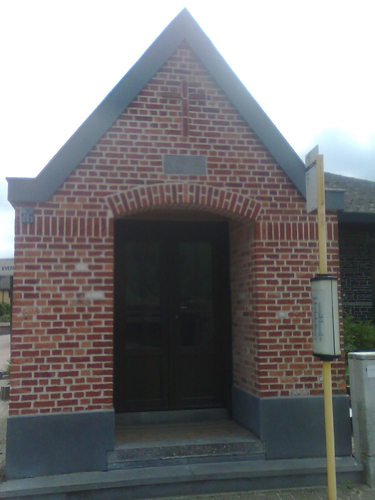
Kapelletje in de Egemstraat

Deelgemeenten: Aaigem · Bambrugge · Burst · Erondegem · Erpe · Mere · Ottergem · Vlekkem

Gehuchten: Edixvelde (deels) · Egem

Belgische gemeenten · Arrondissement Aalst · Oost-Vlaanderen · Vlaanderen